# Discoporella peltifera
Discoporella peltifera is een mosdiertjessoort uit de familie van de Cupuladriidae. De wetenschappelijke naam van de soort is voor het eerst geldig gepubliceerd in 2008 door Herrera-Cubilla, Dick, Sanner & Jackson.